# Sẻ lưng xanh đầu xám
Sẻ lưng xanh đầu xám (danh pháp hai phần: Nesocharis capistrata) là một loài chim thuộc họ Chim di ở châu Phi. Sẻ lưng xanh đầu xám phân bố ở Bénin, Burkina Faso, Cameroon, Cộng hòa Trung Phi, Tchad, Cộng hòa Dân chủ Congo, Côte d'Ivoire, Gambia, Ghana, Guinea, Guinea-Bissau, Mali, Nigeria, Sierra Leone, Sudan, Togo và Uganda. 